# Thoma Orollogai
Thoma Orollogai też jako: Thoma Orollogaj (ur. 1888 w Korczy, zm. 30 listopada 1947 w Tiranie) – albański polityk i prawnik, w latach 1936-1938 minister sprawiedliwości Królestwa Albanii.

## Życiorys
Pochodził z kupieckiej rodziny wyznania prawosławnego. Po ukończeniu gimnazjum w Korczy, uczył się w szkole francuskiej w Atenach, a następnie studiował prawo na Sorbonie. Po powrocie do Albanii w 1913 podjął pracę w zawodzie adwokata. W 1917 objął stanowisko prokuratora w Sądzie Okręgowym w Korczy. W 1919 powrócił do pracy adwokata i notariusza. W 1921 był jednym inicjatorów autokefalii Albańskiego Kościoła Prawosławnego, uczestniczył w rozmowach z Grecją dotyczących uznania autokefalii. W latach 1926–1929 pracował w komisji legislacyjnej parlamentu, przygotowującej projekt Kodeksu Cywilnego. W latach 1929–1932 kierował Sądem Apelacyjnym. W roku 1932 uzyskał mandat deputowanego do parlamentu, w którym zasiadał do roku 1939. Przez dwa lata (1936-1938) stał na czele resortu sprawiedliwości w rządzie Kostaqa Kotty. Był współwłaścicielem kina Majestik w Korczy.
Po inwazji włoskiej na Albanię w kwietniu 1939 należał do grupy deputowanych, która nie zaakceptowała przekazania korony albańskiej w ręce Wiktora Emmanuela III. Internowany przez włoskie władze okupacyjne w Porto Palermo, a następnie na wyspie Ventotene. Powrócił do kraju w 1943 i związał się z organizacją Balli Kombëtar, reprezentując ją na konferencji zjednoczeniowej ruchu oporu w Mukje (Mukaj). Po zakończeniu wojny ukrywał się w domu arcybiskupa Kristofora Kisiego. W 1947 aresztowany przez władze komunistyczne. Zmarł w czasie śledztwa w więzieniu w Tiranie.